# Piotr Fiłatow
Piotr Michajłowicz Fiłatow (Пётр Михайлович Филатов) (ur. 6 sierpnia?/18 sierpnia 1893 w Rżewie, zam. 14 lipca 1941 w Moskwie) – radziecki wojskowy, generał lejtnant. 

## Życiorys
W 1914 roku został powołany do armii rosyjskiej. Walczył na Froncie Zachodnim, początkowo jako szeregowy, a następnie podoficer. W 1917 roku ukończył szkołę chorążych. Później dowodził kompanią, wojnę zakończył w stopniu podporucznika.
W czerwcu 1918 roku wstąpił do Armii Czerwonej. Walczył na Białorusi, był kolejno dowódcą plutonu, pomocnikiem dowódcy 145 pułku strzeleckiego, dowódcą 147 pułku strzeleckiego i od lipca 1920 roku dowódcą 51 Brygady Strzeleckiej. Uczestniczył w wojnie polsko-boleszewickiej. Odznaczony w tym okresie dwukrotnie Orderem Czerwonego Sztandaru. 
Po ukończeniu walk skierowany na wyższy kurs akademicki Armii Czerwonej, który ukończył w 1922 roku. Po ukończeniu kursu w sierpniu 1922 roku został pomocnikiem dowódcy 17 Dywizji Strzeleckiej, na tym stanowisku służył do listopada 1925 roku. W tym okresie od listopada 1923 roku do września 1924 roku pełnił obowiązki dowódcy tej dywizji, pod nieobecność jego etatowego dowódcy. We listopadzie 1925 roku został dowódcą 26 Dywizji Strzeleckiej. W dniu 15 lutego 1927 roku został komendantem Władywostockiej Szkoły Piechoty, której komendantem był do 28 lutego 1934 roku. W tym czasie w 1928 roku ukończył zaawansowane kursy szkoleniowe dla wyższego personelu dowodzenia. Następnie w 1936 roku ukończył specjalny fakultet na Akademii Wojskowej im. Frunzego. 
Od sierpnia 1936 roku dowódca 27 Dywizji Strzeleckiej, której sztab mieścił się w Witebsku. We wrześniu 1937 roku został dowódcą 15 Korpusu Strzeleckiego (Kijowski Okręg Wojskowy). 
We czerwcu 1938 roku został zastępcą dowódcy Samodzielnej Armii Dalekowschodniej, na tym stanowisku uczestniczył w walkach w rejonie jez. Chasan. Po przemianowaniu armii na 1 Samodzielną Armię, we wrześniu 1938 roku pozostał na stanowisku zastępcy dowódcy. Gdy armia w czerwcu 1940 roku została rozwinięta we Front Dalekowschodni, został zastępcą dowódcy frontu.
W maju 1941 roku został mianowany dowódcą 13 Armii (Zachodni Specjalny Okręg Wojskowy).
Po ataku Niemiec na ZSRR dowodził 13 Armią w walkach obronnych na kierunku mińskim. Po okrążeniu przez wojska niemieckie Mińska organizował linie obrony na linii Borysów – Smolewicze – rzeka Ptycz. W dniu 8 lipca 1941 roku w rejonie Mohylewa w czasie nalotu niemieckiego lotnictwa został ciężko ranny i ewakuowany do Moskwy, gdzie zmarł w szpitalu.
Pochowany został na cmentarzu Nowodziewiczym w Moskwie.

## Awanse
- kombrig (Комбриг) (17.02.1936, rozkaz nr 0747/п)
- komdiw (Комдив) (17.02.1938, rozkaz nr 235/п)
- komkor (Комкор) (14.06.1938, rozkaz nr 0672/п)
- generał lejtnant (Генерал-лейтенант) (04.06.1940, rozkaz nr 945)

## Odznaczenia
- Order Czerwonego Sztandaru (dwukrotnie – 18.12.1920 nr 154, 27.05.1921 nr 198)[3]
- Order Czerwonej Gwiazdy (22.02.1938)
- Order Wojny Ojczyźnianej I st. (pośmiertnie – 06.05.1965)
- Medal jubileuszowy „XX lat Robotniczo-Chłopskiej Armii Czerwonej”